# Steigereiland
Steigereiland is vanaf het centrum van Amsterdam gezien het eerste eiland van IJburg. Het Steigereiland bestaat uit drie buurten, de Noordbuurt, de Zuidbuurt en de Waterbuurt. In deze laatste buurt zijn zogenoemde waterwoningen gebouwd. Hier is een soort 'drijvend dorp' aan steigers ontstaan.

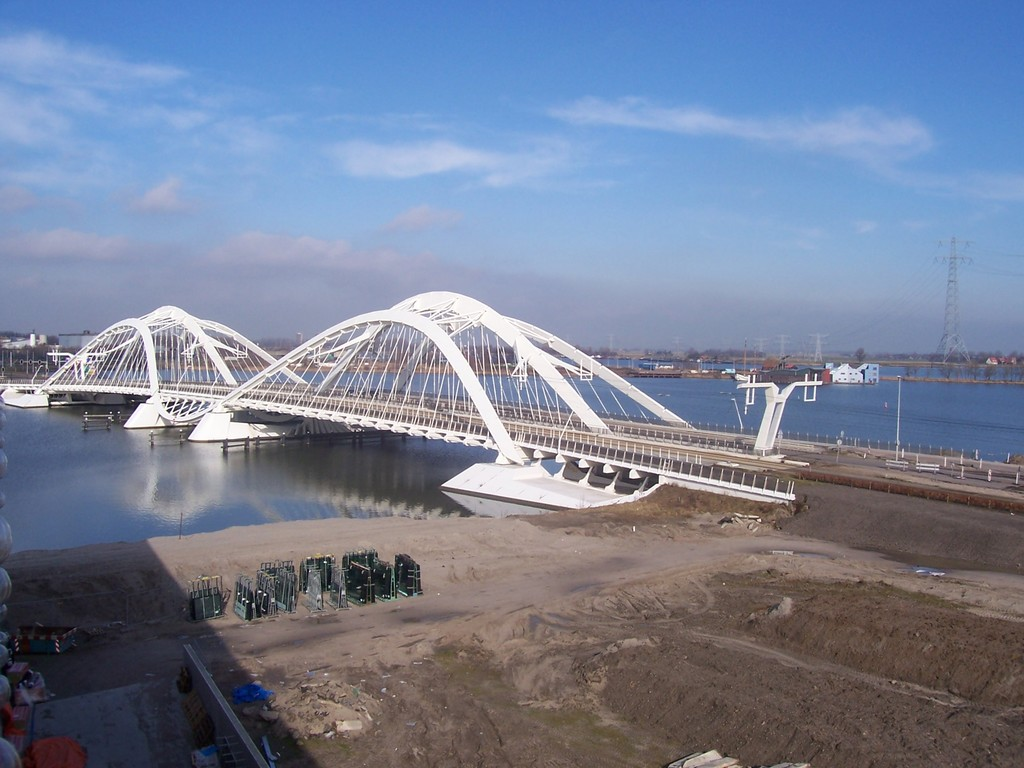
De Enneüs Heermabrug die Steigereiland verbindt met het Zeeburgereiland.

Op het Steigereiland komen in totaal zo'n 2000 panden waarvan het Sluishuis het meest markante gebouw zal zijn. In de Zuidbuurt zijn veel huizen in 'eigen bouw' gerealiseerd, volgens diverse, zeer verschillende ontwerpen.
De brug tussen het Steigereiland en het Zeeburgereiland heet de Enneüs Heermabrug. De IJtram, die het eiland verbindt met het Centraal Station en het Haveneiland, heeft een halte op Steigereiland.
Steigereiland is een van de wijken waar UMC onderzoek deed naar houtrook overlast (Charred).